# El Chancarro
El Chancarro är en ort i Mexiko.   Den ligger i kommunen Isla och delstaten Veracruz, i den sydöstra delen av landet, 400 km öster om huvudstaden Mexico City. El Chancarro ligger 22 meter över havet och antalet invånare är 192.
Terrängen runt El Chancarro är mycket platt, och sluttar norrut. Runt El Chancarro är det ganska glesbefolkat, med 42 invånare per kvadratkilometer. Närmaste större samhälle är Francisco I. Madero, 17,9 km nordost om El Chancarro. Trakten runt El Chancarro består till största delen av jordbruksmark.